# Аралиевые
Ара́лиевые  (лат. Araliáceae) — семейство двудольных растений порядка Зонтикоцветные. Одно из самых известных растений семейства — женьшень.

## Распространение и экология
Представители этого семейства, 46 родов, распространённых всего более в тропических странах и лишь немного в умеренном поясе, по большей части деревья или кустарники и редко травы.

## Ботаническое описание
Цветки правильные, обоеполые, реже двудомные, с 5 частями в чашечке и венчике и 5 тычинками (большею частью); число рылец завязи изменяется у различных родов.
Плод по большей части ягодообразный, снабжённый мясистой, реже кожистой оболочкой. Реже — костянка или вислоплодник.
Семена с маленьким зародышем и обильным эндоспермом.
Листья с прилистником или влагалищным основанием.
Насекомоопыляемые растения. Размножаются семенами или укореняющимися ветвями.

## Таксономия
Список родов создан на базе данных World Checklist of Selected Plant Families Королевских ботанических садов в Кью:
- Anakasia Philipson
- Apiopetalum Baill.
- Aralia L. typus — Аралия
- Arthrophyllum Blume
- Astrotricha DC.
- Brassaiopsis  Decne. & Planch. — Брассайопсис
- Cephalaralia Harms
- Cheirodendron Nutt. ex Seem. — Хейродендрон
- Chengiopanax C.B.Shang & J.Y.Huang
- Cuphocarpus Decne. & Planch.
- Cussonia Thunb.
- Delarbrea Vieill.
- Dendropanax Decne. & Planch.
- Eleutherococcus Maxim. — Элеутерококк
- Fatsia Decne. & Planch. — Фатсия
- Gamblea C.B.Clarke
- Gastonia Comm. ex Lam. — Гастония
- Harmsiopanax Warb.
- Hedera L. — Плющ
- Heteropanax Seem.
- Hydrocotyle L. [2] — Щитолистник (ранее этого род относили к семейству Зонтичные)
- Kalopanax Miq. — Калопанакс
- Mackinlaya F.Muell.
- Macropanax Miq.
- Merrilliopanax H.L.Li
- Meryta J.R.Forst. & G.Forst. — Мерита
- Metapanax J.Wen & Frodin
- Motherwellia F.Muell.
- Munroidendron Sherff
- Myodocarpus Brongn. & Gris — Миодокарпус
- Neopanax Allan
- Oplopanax (Torr. & A.Gray) Miq. — Заманиха
- Oreopanax Decne. & Planch. — Ореопанакс
- Osmoxylon Miq.
- Panax L. — Женьшень
- Polyscias J.R.Forst. & G.Forst. — Полисциас
- Pseudopanax K.Koch — Псевдопанакс
- Raukaua Seem.
- Reynoldsia A.Gray
- Schefflera J.R.Forst. & G.Forst. — Шеффлера
- Seemannaralia R.Vig.
- Sinopanax H.L.Li
- Stilbocarpa (Hook.f.) Decne. & Planch. — Стильбокарпа
- Tetrapanax (K.Koch) K.Koch — Тетрапанакс
- Tetraplasandra A.Gray — Тетраплазандра
- Trevesia Vis. — Тревезия
- Woodburnia Prain